# 불강

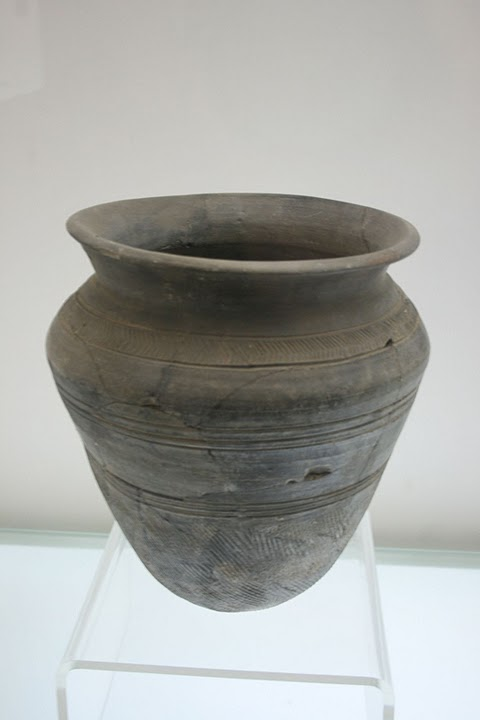

불강(不降)은 하나라의 11대 군주이다. 설의 아들이자 공갑의 아버지이고 남동생은 경이다. 죽서기년에 의하면 19년 동안 재위에 있었다. 즉위 후 6년째에 구원(九苑)을 토벌했다고 한다.